# Piano debole
Il piano debole, piano soffice o soft storey è una condizione strutturale per edifici multipiano in cui un piano ha una rigidezza più debole degli altri, dovuta ad esempio alla presenza di ampie aperture, come possono essere le vetrate di negozi al piano terra; questo può portare a meccanismo di collasso locale di edifici a telaio in calcestruzzo armato e in acciaio soggetti all'azione di un sisma.
Si verifica quando le cerniere plastiche si localizzano all'estremità dei pilastri di un singolo piano. Infatti, quando nella sezione più sollecitata di una trave inflessa si è raggiunto il momento massimo, all'ulteriore crescere del carico in corrispondenza del concio contenente la sezione, si verifica una rotazione relativa tra le sue facce senza incremento di momento, come avviene nelle cerniere reali. In questo caso si parla di cerniera plastica. A differenza della cerniera reale, che consente rotazioni relative in entrambi i versi, la cerniera plastica permette solo la rotazione in un verso (quello indotto dai carichi agenti), poiché in fase di scarico della trave, che comporterebbe una inversione di rotazione, il materiale riacquista il suo comportamento elastico e la sezione si comporta nuovamente in maniera monolitica. Inoltre, a differenza delle cerniere reali, in corrispondenza delle cerniere plastiche il momento flettente non ha valore nullo, ma il suo massimo per quella sezione. Questo tipo di comportamento si evince dallo studio del diagramma momento-curvatura di una sezione di acciaio inflessa che normalmente viene schematizzato con una bilatera, cioè ipotizzando un tratto iniziale elastico ed uno perfettamente plastico.
A questo meccanismo è preferibile quello in cui le cerniere plastiche si formano all'estremità delle travi poiché il collasso per meccanismo di piano debole - meccanismo "H" è poco duttile e quindi molto pericoloso (la struttura collassa molto rapidamente, non a caso negli edifici in cui si è verificato questo tipo di meccanismo si osserva che un piano è praticamente sparito, mentre i piani superiori sono solo leggermente lesionati).